# 첨탑
도시 위에 위치한 클레르몽페랑 대성당 탑의 108미터 높이의 고딕 양식 첨탑들]]

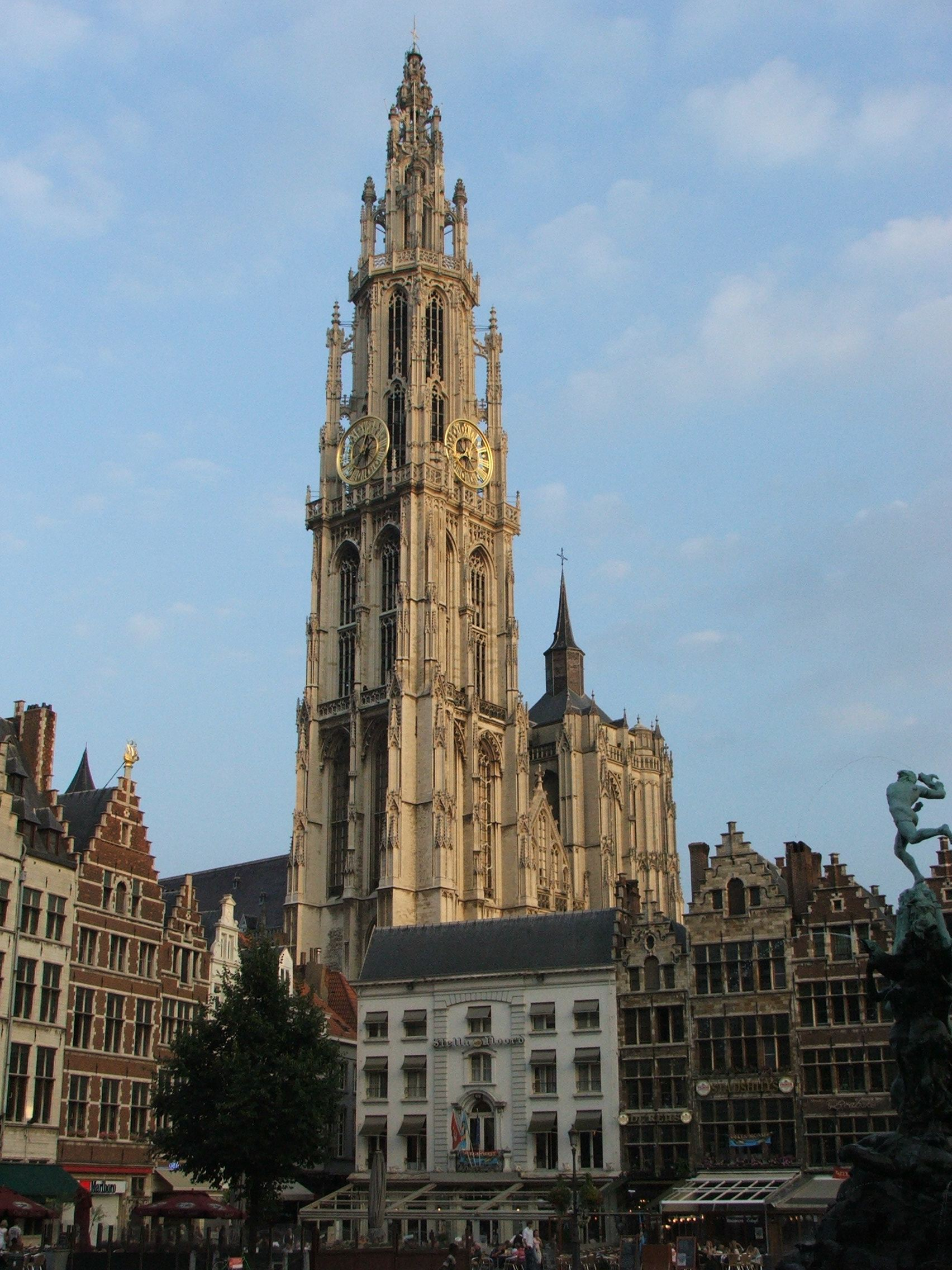
앤트워프 대성당의 고딕 첨탑

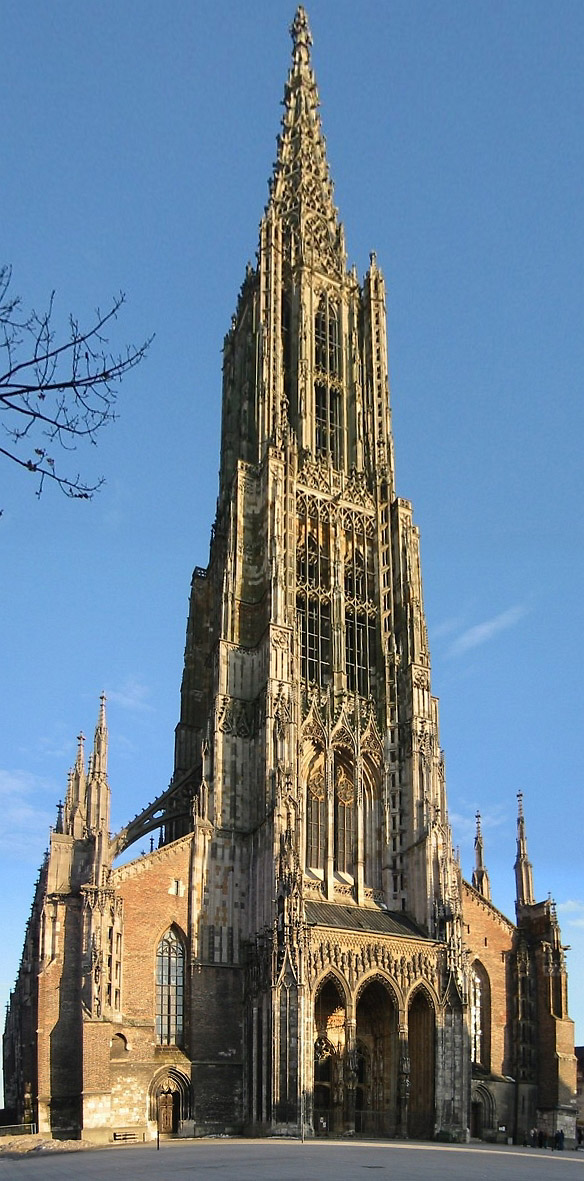
울름 대성당의 고딕 첨탑

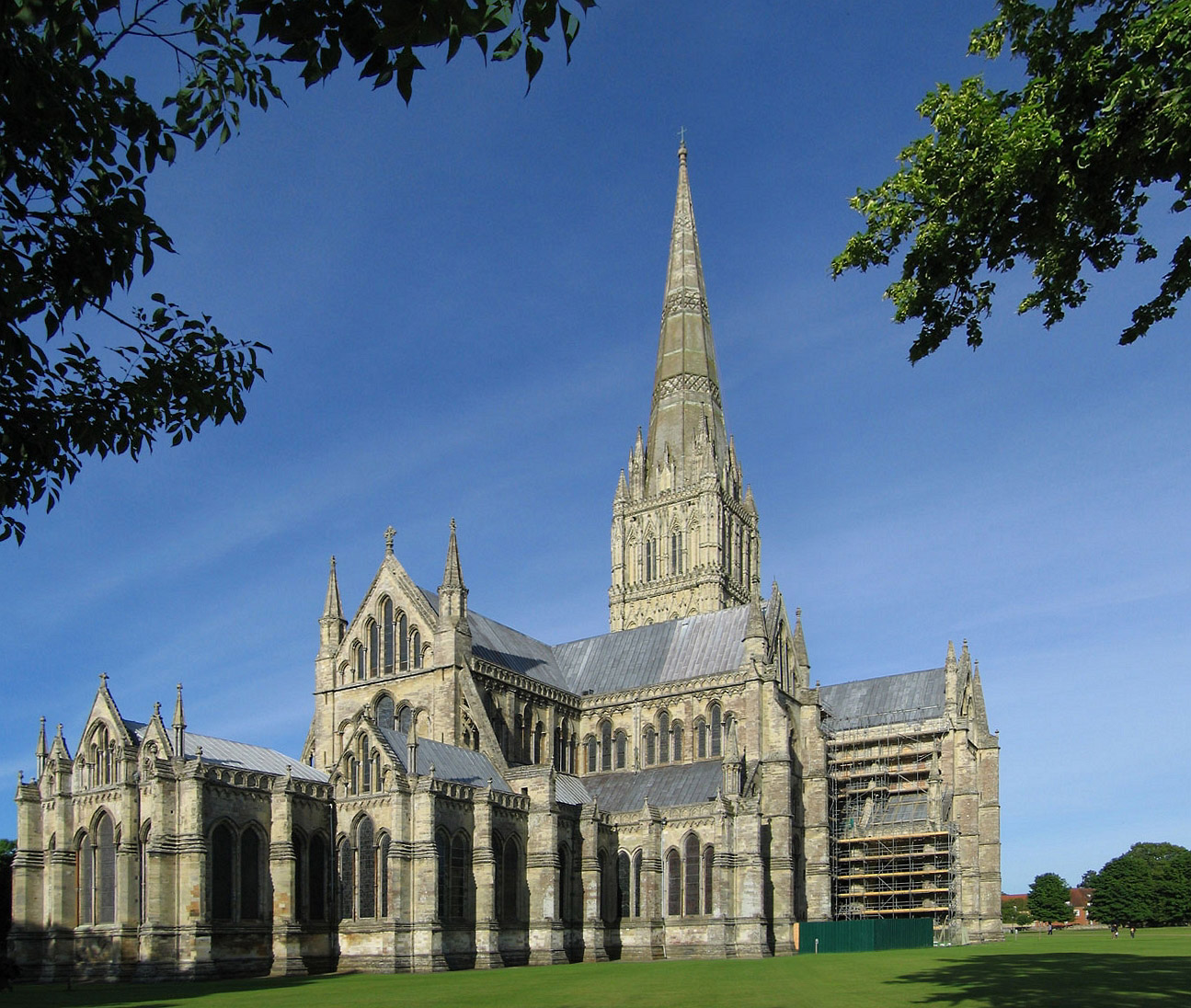
솔즈베리 대성당의 123미터 높이에 달하는 첨탑

첨탑(spire)은 건물, 특히 특히 교회의 탑, 꼭대기에 있는 원뿔 모양 또는 피라미드형의 구조이다. 어원적으로 단어 spire(첨탑)은 앵글로-섹슨어 "spear"(창)에서 유래했다. 한자 문화권에서 첨탑(尖塔)은 뾰족한 탑을 의미 하지만, 대개 단일 구조인 뾰족탑과는 구별된다.
현재, 또 다른 건물의 건축 요소가 된 가장 큰 첨탑은 최근에 완공된 오스트레일리아의 골드코스트에 있는 Q1 주상복합 타워에 설치되어 있다. 그 외에도 미국 1WTC 등 다양한 마천루들에도 첨탑을 설치하기도 한다.

## 일반 기능
상징적으로, 첨탑들은 두 가지 기능을 갖고있다. 첫째는 용감한 군대의 선언으로, 르네상스 시대의 창 날 모양의 첨탑은 강한 인상을 준다. 둘째는 하늘에 오르기 위함이다. 첨탑의 하늘에 대한 희망찬 몸짓은 종교 건축물과 관련이 있는 이유 가운데 하나이다. 교회나 대성당에 있는 첨탑은 경건함의 상징일 뿐만 아니라 종종 질서에 따른 부와 명예, 또는 건물의 가호를 상징한다.
건축 장식으로의 첨탑들은 대부분 기독교 교회들에서 끊임없이 발견되는데, 그 첨탑들은 뾰족탑을 대체한다. 어느 명칭은 뾰족탑을 대신해서 첨탑의 사용을 선택할 수도 있는데도 불구하고, 구조물에서 십자가의 배제는 로마 가톨릭교회와 다른 친-개신교 계통 교회들에서 더 일반적이다. 대성당의 방어용 흉벽들은 고딕 양식에서 다중 첨탑의 특징이다(비종교적인 군사 요새의 모조품).
첨탑들은 일반적이면서도 주목을 끄는 단일 구조로, 그 방식으로 오벨리스크에 사용됐다. 20세기의 모더니즘 운동에서, 단독적인 영업용 탑들도 건축되기 시작했다. 워싱턴의 시애틀에 있는 스페이스 니들과 같은 몇몇 유명한 건물들은 첨탑을 시민의 능력과 희망에 대한 선서 증언으로 사용한다. 이 본보기의 경우에서, 첨탑은 항공 우주 산업에 시애틀의 참여의 뜻이기도 하다. 1,776피트(541미터)인 뉴욕시에 있는 "자유의 탑"은 911테러 추모를 위해 고안된 특징이 있고, 첨탑이 꼭대기에 올라가 있다.

## 고딕 양식과 신-고딕 양식의 첨탑들
첨탑은 적당한 간격으로 고딕 교회가 있음을 선언하며 천당과 연결됐음을 알린다. 샤르트르 대성당의 남쪽 탑에 있는 크고 가느다란 피라미드식의 12세기 첨탑은 가장 오래된 첨탑 가운데 하나이다. 투명 세공 첨탑들은 놀라운 건축 혁신으로, 14세기 초반에 프라이부르크 대성당의 첨탑에 구멍 낸 석조물에 금속 죔쇠들을 모아 올리기 시작했다. 로버트 보크에 따르면, 투명 세공 첨탑은 "급진적이지만 골격 구조를 위한 고딕 성향의 적절한 확장"이라고 했다. 바르셀로나의 사그라다 파밀리아에 있는 안토니 가우디의  경이로운 첨탑의 유기적인 골격은 고딕 성항의 자연적인 흐름을 표현한다. 1884년에 가우디에 의해서 디자인되고 착공된, 첨탑들은 20세기까지 완공되지 않았다.
잉글랜드에서 "첨탑"은 즉시 솔즈베리 대성당을 마음에 두고 그 곳으로 보내졌다. 1320~1380년 사이에 지어진 403피트(123미터)의 첨탑은 그 시대에서 전 세계 어느 곳의 첨탑보다 높았고, 그 방식으로 로마의 콜로세움 또는 아테네의 파르테논만큼 눈길을 끌었다. 흡사하지만 약간 작은 첨탑은 잉글랜드 베드퍼스셔의 레이튼 버자드에 지어졌는데, 그 시대 동안에 나라를 넘나드는 첨탑의 인기의 확산을 나타낸다. 중세 시대에 보존되어 잔존하는 첨탑보다 몇년 간 붕괴된 첨탑이 항상 더 많았기에 우리는 중세 첨탑의 대중성에 대해 절대로 알려고 하지 않는다. 연합 왕국의 첨탑들은 일반적으로 종교 건축물로 보존하려는 경향이 있었지만, 버흘리 왕가의 통치 기간은 예외였고, 1858년에 엘리자베스 1세의 대법관을 위해서 지어졌다.
르네상스 초기의 첨탑은 영국에서만 국한되지 않았다. 그 유행은 유럽 전역으로 퍼져나갔다. 앤트워프에서 123미터 짜리 첨탑이 5세기의 기간이 넘도록 저지대 국가들 가운데서 가장 높은 구조물이었다. 1221~1457년 사이에는 풍부하게 장식된 개방형 첨탑들이 스페인의 부르고스 대성당에 세워졌고, 반면에 독일의 울름에서는 1337~1417년 사이에 외국에서 들여온 프랑스 고딕 양식으로 529피트(161미터) 짜리 첨탑이 세워졌다.
흥미롭게도, 이탈리아인은 고전 양식을 선호하여, 한번도 첨탑을 건축의 특징으로 삼은적이 없다. 고딕 양식은 독익풍 북유럽의 특징이며, 이탈리아인의 취향에는 절대로 맞지 않았고, 이탈리아에 있는 소수의 고딕 건축물들은 언제나 주변과 부조화를 이룬다.
고전 혼합 양식의 첨탑은 한참 뒤에 나타났다. 1822년에 런던에서, 존 내시가 랭함 부지에다 모든 넋을 기리는 교회를 건축했는데, 이온식 기둥들 위에 코린트식 기둥들이 지탱하는 첨탑이 있는 둥근 모양의 고전식 사원이다. 그 조합이 행복한 혼합 양식인지 막 섞어 놓은 것인지는 개인적인 취향의 문제이다.
19세기 동안에 고딕 복고는 아무런 도약이 없었다. 과학 기술, 강철 생산, 건축 기술의 발달과 함께, 첩탑은 건축술을 통틀어서 유래없는 커다란 조수를 누렸다. 쾰른 대성당의 유명한 첨탑들은 20세기 초에 설계되어 현 시대에 마침에 완공되었다.
첨탑은 유행 밖으로 밀려난 적이 없다. 20세기에 강화된 콘크리트는 투명 세공 첨탑의 새로운 실현 가능성을 제시했다.

## 첨탑의 전통 방식
- 원뿔형 석재 첨탑: 원형 탑들과 터렛들에서 자주 발견되고, 보통 지름이 좁다.
- 석공 첨탑: 중세와 중세 복고조 교회들과 대성당들에서 발견되고, 일반적으로 탑에 있으며 정사각형으로 설계되어 있다. 소형 탑들 위의 석공 첨탑들은 피라미드식인데 반해, 대형 탑들 위의 첨탑들은 대개 8각형이다. 솔즈베리 대성당의 첨탑은 이 방식으로 축조됐으며 세계에서 가장 높은 성공 첩탑으로, 13세기부터 실제적으로 손상도지 않은 상태로 남아있다. 이 종류의 다른 첨탑으로는 샤르트르 대성당의 남쪽 첨탑과 노위치 대성당, 치체스터 대성당 그리고 옥스포드 대성당의 첨탑들이 포함된다.
- 투명 세공 첨탑: 석재 트레이서리의 창살망으로 건축되며, 석공 첨탑보다 상당히 밝아서, 가장 큰 높이에 지어질 수 있다. 많은 유명한 높은 첨탑들이 이 방식으로 축조되었으며, 스트라스부르 대성당, 울름 대성당, 빈 대성당, 프라하 대성당, 부르고스 대성당의 첨탑들과 쾰른 대성당의 쌍둥이 첨탑을 포함된다.
- 복합 첨탑: 석공 요소와 투명 세공 요소들이 결합된 석재 첨탑이다. 이러한 첨탑들의 몇 점은 고딕 양식으로 건축 되었는데, 샤르트르 대성당의 첨탑이 그 예이다. 그 첨탑들은 점점더 바로크 건축에 일반적인 요소가 되었으며, 크리스토퍼 렌의 교회들의 특징이다.
- 장식 첨탑: 목재 골조로 구성되며, 벽돌이나 석재로 축조된 탑에 자주 세워질 뿐만아니라 목재 건축물들이 보급된 나라들에 있는 목재 탑들에서도 나타난다. 구리 또는 납 같은 금속들이 자주 덧씌워지며, 타일을 붙이거나 지붕 널을 덮기도 한다.

장식 첨탑들은 다양한 모양을 띌수 있다. 그 종류들은 다음과 같다. :
피라미드형 첨탑은 측면도에서 볼때 아래에서 위로 올라갈 수록 그 너비가 더 큰 것은 드물고, 대개는 더 커지지 않지는다.
라인강의 키 첨탑은 4-측면의 첨탑으로 수평 기반으로 오르지는 않지만, 급경사진 4 박공 조각이 기반이 되어 탑의 네 측면에서부터 오른다. 첨탑을 이루는 각각의 부분들은 그 모양이 사다리꼴이며 탑의 모서리에서부터 박공의 꼭대기까지 증가하는 너비로 올라 다른 측면들과 만나면, 정점까지 피라미드 형상을 띠며 오르게 된다.
브로치 첨탑은 정사각형 탑 위에 부착시킨 팔각형 첨탑으로, 탑의 각각의 모서리에서부터 오르는 첨탑의 조각들을 지니고, 모서리들과 4 측면들 사이의 틈을 이어준다.
종-모양 첨탑들은 때때로 설계상 정사각형이며 대부분 북부의 고지대와 동유럽에서 나타나는데, 양파-모양 돔들과 교대로 나타난다.

## 같이 보기
- en:Flèche
- fr:Clocher tors : 유럽에 있는 구부러진 첨탑틀의 모든 목록 (프랑스어)